# Interparfums
Interparfums — международная компания, производитель парфюмерии. Состоит из двух частей: Interparfums S.A., базирующейся в Париже, и Interparfums, Inc. со штаб-квартирой в Нью-Йорке.

## История
Компанию Jean Philippe Fragrances основали в 1985 году Жан Мадар (Jean Madar) и Филипп Бенасен (Philippe Benacin). Первоначально компания выпускала недорогую парфюмерию, имитирующую люксовые ароматы. В 1988 году компания стала публичной, разместив акции на бирже Nasdaq. В 1989 году была создана дочерняя компания Elite Parfums для выпуска более качественной продукции. В следующем году были куплены права на бренд Jordache для парфюмерии и косметики. В 1991 году были куплены две французские компании, Inter Parfums и Selective Industrie, для которых ранее Jean Philippe выступала в качестве дистрибьютора их продукции в США и Канаде. В 1993 году были куплены права на парфюмерные бренды Ombre Rose и Burberry, в 1994 году — на бренды Molyneux, Weil, Intimate, Chaz и Aziza.
В 1995 году были запущены три парфюмерные линии (A Man & A Woman, Romantic Illusions и Jordache Denim), ориентированные на продажу через сети универмагов. Также в середине 1990-х годов было заключено лицензионное соглашение с компанией S. T. Dupont. В 1998 году компания подписала контракт с британским дизайнером Полом Смитом на продажу парфюмерии и косметики под брендом Paul Smith. В следующем году аналогичный контракт был подписан с Кристианом Лакруа. В июле 1999 года компания Jean Philippe Fragrances сменила название на Inter Parfums, Inc. Также в 1999 году группа LVMH приобрела в компании 20-процентную долю.
В 2009 году было подписано лицензионное соглашение с компанией Jimmy Choo. В 2012 году началось сотрудничество с дизайнером Анной Суи, парфюмерия под брендом Anna Sui использовалась в первую очередь для выхода на китайский рынок. В 2015 году у Procter & Gamble была куплена компания Rochas, производитель парфюмерии и одежды. В декабре 2023 года были приобретены права на бренд Lacoste для выпуска парфюмерии.

## Собственники и руководство
Акции Interparfums SA котируются на бирже Euronext Paris, контрольный пакет (72 %) принадлежит американской Interparfums, Inc. Акции Interparfums, Inc. котируются на бирже Nasdaq, основателям принадлежит в сумме 44 % акций, значительные пакеты акций имеют американские инвестиционные компании BlackRock (8,3 %), The Vanguard Group (6,3 %) и T. Rowe Price (3,2 %).
- Филипп Бенасен (Philippe Bénacin) — сооснователь, председатель совета директоров и генеральный директор французской компании, ему принадлежит 21,46 % акций Interparfums, Inc[9].
- Жан Мадар (Jean Madar) — сооснователь, глава американской компании, ему принадлежит 22,05 % акций Interparfums, Inc[10].

## Деятельность
Interparfums занимается разработкой и маркетингом парфюмерных линий; изготовление парфюмерии и упаковки осуществляют контрактные производители. У Interparfums имеются дистрибьюторские дочерние компании во Франции, Испании, США и Сингапуре. Большинство брендов компании используется по лицензии.
Выручка компании Interparfums SA за 2023 год составила 800 млн евро, её распределение по регионам: Северная Америка — 40 %, Западная Европа — 16 % (в том числе Франция — 5 %), Восточная Европа — 9 %, Азия — 15 %, Ближний Восток — 6 %, Африка — 1 %.
Основные бренды по объёму продаж в 2023 году:
- Jimmy Choo (с 2009 года) — 210 млн евро;
- Montblanc (с 2010 года) — 205,6 млн евро;
- Coach (с 2015 года) — 187,4 млн евро;
- Lanvin (с 2004 года) — 48,3 млн евро;
- Rochas[англ.] (с 2015 года) — 41 млн евро;
- Karl Lagerfeld (с 2012 года) — 25,5 млн евро;
- Van Cleef & Arpels[англ.] (с 2006 года) — 24,5 млн евро;
- Kate Spade (с 2019 года) — 22,1 млн евро;
- Boucheron[англ.] (с 2010 года) — 17,4 млн евро;
- Moncler (с 2021 года) — 12 млн евро.

Выручка компании Interparfums, Inc. за 2023 год составила 1,32 млрд долларов, из них на США пришлось 493 млн долларов, на Францию — 51 млн долларов, на Россию — 50 млн долларов, на Великобританию — 48 млн долларов.